# Ronde van Spanje 2015/Startlijst
Hier een volledige lijst met deelnemers aan de Ronde van Spanje 2015.

## Overzicht

### Team Sky
| rugnummer | renner           | prestaties deze ronde | opmerkingen              | eindklassering |
| --------- | ---------------- | --------------------- | ------------------------ | -------------- |
| 1         | Chris Froome     |                       | Niet gestart: 12e etappe | DNF            |
| 2         | Ian Boswell      |                       |                          | 71             |
| 3         | Sergio Henao     |                       |                          | 22             |
| 4         | Vasil Kiryjenka  |                       |                          | 83             |
| 5         | Christian Knees  |                       |                          | 91             |
| 6         | Mikel Nieve      |                       |                          | 8              |
| 7         | Salvatore Puccio |                       |                          | 77             |
| 8         | Nicolas Roche    |                       |                          | 26             |
| 9         | Geraint Thomas   |                       |                          | 69             |

### AG2R La Mondiale
| rugnummer | renner             | prestaties deze ronde | opmerkingen | eindklassering |
| --------- | ------------------ | --------------------- | ----------- | -------------- |
| 11        | Domenico Pozzovivo |                       |             | 11             |
| 12        | Gediminas Bagdonas |                       |             | 154            |
| 13        | Mikaël Cherel      |                       |             | 51             |
| 14        | Alexis Gougeard    |                       |             | 112            |
| 15        | Blel Kadri         |                       |             | 150            |
| 16        | Sébastien Minard   |                       |             | 96             |
| 17        | Matteo Montaguti   |                       |             | 41             |
| 18        | Rinaldo Nocentini  |                       |             | 85             |
| 19        | Johan Vansummeren  |                       |             | 121            |

### Astana Pro Team
| rugnummer | renner             | prestaties deze ronde | opmerkingen                  | eindklassering |
| --------- | ------------------ | --------------------- | ---------------------------- | -------------- |
| 21        | Fabio Aru          |                       |                              | 1              |
| 22        | Dario Cataldo      |                       |                              | 57             |
| 23        | Mikel Landa        |                       |                              | 25             |
| 24        | Vincenzo Nibali    |                       | Gediskwalificeerd: 2e etappe | DSQ            |
| 25        | Diego Rosa         |                       |                              | 20             |
| 26        | Luis León Sánchez  |                       |                              | 33             |
| 27        | Paolo Tiralongo    |                       | Opgave: 3e etappe            | DNF            |
| 28        | Alessandro Vanotti |                       |                              | 135            |
| 29        | Andrej Zejts       |                       |                              | 68             |

### BMC Racing Team
| rugnummer | renner               | prestaties deze ronde | opmerkingen              | eindklassering |
| --------- | -------------------- | --------------------- | ------------------------ | -------------- |
| 31        | Samuel Sánchez       |                       | Opgave: 14e etappe       | DNF            |
| 32        | Darwin Atapuma       |                       |                          | 56             |
| 33        | Marcus Burghardt     |                       | Niet gestart: 3e etappe  | DNF            |
| 34        | Alessandro De Marchi |                       |                          | 78e            |
| 35        | Jean-Pierre Drucker  |                       |                          | 118e           |
| 36        | Amaël Moinard        |                       |                          | 59e            |
| 37        | Joey Rosskopf        |                       |                          | 124e           |
| 38        | Tejay van Garderen   |                       | Opgave etappe 8          | DNF            |
| 39        | Peter Velits         |                       | Niet gestart: 18e etappe | DNF            |

### Caja Rural-Seguros RGA
| rugnummer | renner         | prestaties deze ronde | opmerkingen        | eindklassering |
| --------- | -------------- | --------------------- | ------------------ | -------------- |
| 41        | David Arroyo   |                       |                    | 12e            |
| 42        | Carlos Barbero |                       |                    | 149e           |
| 43        | Peio Bilbao    |                       |                    | 97e            |
| 44        | Omar Fraile    |                       |                    | 88e            |
| 45        | José Gonçalves |                       |                    | 34             |
| 46        | Ángel Madrazo  |                       |                    | 44             |
| 47        | Lluís Mas      |                       | Opgave: 14e etappe | DNF            |
| 48        | Amets Txurruka |                       | Opgave: 11e etappe | DNF            |
| 49        | Ricardo Vilela |                       |                    | 48             |

### Cofidis
| rugnummer | renner            | prestaties deze ronde | opmerkingen              | eindklassering |
| --------- | ----------------- | --------------------- | ------------------------ | -------------- |
| 51        | Nacer Bouhanni    |                       | Opgave: 8e etappe        | DNF            |
| 52        | Yoann Bagot       |                       |                          | 98             |
| 53        | Romain Hardy      |                       | Opgave: 11e etappe       | DNF            |
| 54        | Cyril Lemoine     |                       |                          | 61             |
| 55        | Daniel Navarro    |                       |                          | 30             |
| 56        | Dominique Rollin  |                       |                          | 116            |
| 57        | Stéphane Rossetto |                       | Opgave: 19e etappe       | DNF            |
| 58        | Julien Simon      |                       |                          | 74             |
| 59        | Geoffrey Soupe    |                       | Niet gestart: 14e etappe | DNF            |

### Team Colombia
| rugnummer | renner               | prestaties deze ronde | opmerkingen | eindklassering |
| --------- | -------------------- | --------------------- | ----------- | -------------- |
| 61        | Alex Cano            |                       |             | 53             |
| 62        | Fabio Duarte         |                       |             | 67             |
| 63        | Leonardo Duque       |                       |             | 60             |
| 64        | Walter Pedraza       |                       |             | 136            |
| 65        | Carlos Quintero      |                       |             | 92             |
| 66        | Brayan Ramírez       |                       |             | 127            |
| 67        | Miguel Ángel Rubiano |                       |             | 70             |
| 68        | Rodolfo Torres       |                       |             | 32             |
| 69        | Juan Pablo Valencia  |                       |             | 87             |

### Etixx-Quick Step
| rugnummer | renner             | prestaties deze ronde | opmerkingen              | eindklassering |
| --------- | ------------------ | --------------------- | ------------------------ | -------------- |
| 71        | Niki Terpstra      |                       | Niet gestart: 18e etappe | DNF            |
| 72        | Maxime Bouet       |                       |                          | 28             |
| 73        | Gianluca Brambilla |                       |                          | 13             |
| 74        | David de la Cruz   |                       | Niet gestart: 6e etappe  | DNF            |
| 75        | Iljo Keisse        |                       |                          | 148            |
| 76        | Nikolas Maes       |                       |                          | 107            |
| 77        | Pieter Serry       |                       |                          | 62             |
| 78        | Martin Velits      |                       |                          | 117            |
| 79        | Carlos Verona      |                       |                          | 29             |

### FDJ
| rugnummer | renner            | prestaties deze ronde | opmerkingen        | eindklassering |
| --------- | ----------------- | --------------------- | ------------------ | -------------- |
| 81        | Kenny Elissonde   |                       |                    | 16             |
| 82        | Arnaud Courteille |                       | Opgave: 19e etappe | DNF            |
| 83        | Mickaël Delage    |                       |                    | 109            |
| 84        | Murilo Fischer    |                       |                    | 156            |
| 85        | Olivier Le Gac    |                       |                    | 120            |
| 86        | Lorrenzo Manzin   |                       | Opgave: 10e etappe | DNF            |
| 87        | Laurent Pichon    |                       |                    | 111            |
| 88        | Kévin Reza        |                       |                    | 113            |
| 89        | Jussi Veikkanen   |                       | Opgave: 11e etappe | DNF            |

### IAM Cycling
| rugnummer | renner           | prestaties deze ronde | opmerkingen        | eindklassering |
| --------- | ---------------- | --------------------- | ------------------ | -------------- |
| 91        | Sylvain Chavanel |                       |                    | 47             |
| 92        | Marcel Aregger   |                       |                    | 106            |
| 93        | Jérôme Coppel    |                       | Opgave: 19e etappe | DNF            |
| 94        | Thomas Degand    |                       | Opgave: 9e etappe  | DNF            |
| 95        | Simon Pellaud    |                       |                    | 119            |
| 96        | Matteo Pelucchi  |                       | Opgave: 2e etappe  | DNF            |
| 97        | Vicente Reynés   |                       |                    | 86             |
| 98        | David Tanner     |                       | Opgave: 2e etappe  | DNF            |
| 99        | Larry Warbasse   |                       |                    | 38             |

### Lampre-Merida
| rugnummer | renner              | prestaties deze ronde | opmerkingen        | eindklassering |
| --------- | ------------------- | --------------------- | ------------------ | -------------- |
| 101       | Rubén Plaza         |                       |                    | 45             |
| 102       | Mattia Cattaneo     |                       | Opgave: 13e etappe | DNF            |
| 103       | Valerio Conti       |                       |                    | 151            |
| 104       | Kristijan Đurasek   |                       |                    | 63             |
| 105       | Tsgabu Grmay        |                       |                    | 125            |
| 106       | Przemysław Niemiec  |                       | Opgave: 2e etappe  | DNF            |
| 107       | Nélson Oliveira     |                       |                    | 21             |
| 108       | Maximiliano Richeze |                       |                    | 152            |
| 109       | Ilja Kasjavy        |                       |                    | 144            |

### Lotto Soudal
| rugnummer | renner                | prestaties deze ronde | opmerkingen              | eindklassering |
| --------- | --------------------- | --------------------- | ------------------------ | -------------- |
| 111       | Kris Boeckmans        |                       | Opgave: 8e etappe        | DNF            |
| 112       | Jasper De Buyst       |                       |                          | 126            |
| 113       | Bart De Clercq        |                       |                          | 14             |
| 114       | Thomas De Gendt       |                       | Opgave: 14e etappe       | DNF            |
| 115       | Adam Hansen           |                       |                          | 55             |
| 116       | Maxime Monfort        |                       |                          | 27             |
| 117       | Jurgen Van den Broeck |                       | Niet gestart: 18e etappe | DNF            |
| 118       | Tosh Van der Sande    |                       |                          | 49             |
| 119       | Jelle Vanendert       |                       |                          | 82             |

### Team Movistar
| rugnummer | renner             | prestaties deze ronde | opmerkingen | eindklassering |
| --------- | ------------------ | --------------------- | ----------- | -------------- |
| 121       | Alejandro Valverde |                       |             | 7              |
| 122       | Andrey Amador      |                       |             | 40             |
| 123       | Imanol Erviti      |                       |             | 100            |
| 124       | Javier Moreno      |                       |             | 80             |
| 125       | Nairo Quintana     |                       |             | 4              |
| 126       | José Joaquín Rojas |                       |             | 43             |
| 127       | Rory Sutherland    |                       |             | 139            |
| 128       | Francisco Ventoso  |                       |             | 81             |
| 129       | Giovanni Visconti  |                       |             | 19             |

### MTN-Qhubeka
| rugnummer | renner             | prestaties deze ronde | opmerkingen | eindklassering |
| --------- | ------------------ | --------------------- | ----------- | -------------- |
| 131       | Natnael Berhane    |                       |             | 79             |
| 132       | Steve Cummings     |                       |             | 102            |
| 133       | Louis Meintjes     |                       |             | 10             |
| 134       | Youcef Reguigui    |                       |             | 134            |
| 135       | Kristian Sbaragli  |                       |             | 105            |
| 136       | Songezo Jim        |                       |             | 137            |
| 137       | Jay Robert Thomson |                       |             | 123            |
| 138       | Johann Van Zyl     |                       |             | 128            |
| 139       | Jaco Venter        |                       |             | 122            |

### Orica-GreenEdge
| rugnummer | renner          | prestaties deze ronde | opmerkingen              | eindklassering |
| --------- | --------------- | --------------------- | ------------------------ | -------------- |
| 141       | Esteban Chaves  |                       |                          | 5              |
| 142       | Mitchell Docker |                       | Opgave: 13e etappe       | DNF            |
| 143       | Caleb Ewan      |                       | Opgave: 10e etappe       | DNF            |
| 144       | Simon Gerrans   |                       |                          | 114            |
| 145       | Mathew Hayman   |                       |                          | 130            |
| 146       | Damien Howson   |                       |                          | 147            |
| 147       | Daryl Impey     |                       |                          | 84             |
| 148       | Jens Keukeleire |                       |                          | 93             |
| 149       | Cameron Meyer   |                       | Niet gestart: 18e etappe | DNF            |

### Team Cannondale-Garmin
| rugnummer | renner            | prestaties deze ronde | opmerkingen              | eindklassering |
| --------- | ----------------- | --------------------- | ------------------------ | -------------- |
| 151       | Andrew Talansky   |                       | Niet gestart: 18e etappe | DNF            |
| 152       | André Cardoso     |                       |                          | 18             |
| 153       | Joseph Dombrowski |                       |                          | 46             |
| 154       | Alex Howes        |                       |                          | 129            |
| 155       | Benjamin King     |                       |                          | 75             |
| 156       | Daniel Martin     |                       | Opgave: 8e etappe        | DNF            |
| 157       | Matej Mohorič     |                       | Opgave: 6e etappe        | DNF            |
| 158       | Moreno Moser      |                       |                          | 72             |
| 159       | Davide Villella   |                       |                          | 94             |

### Team Europcar
| rugnummer | renner             | prestaties deze ronde | opmerkingen | eindklassering |
| --------- | ------------------ | --------------------- | ----------- | -------------- |
| 161       | Pierre Rolland     |                       |             | 50             |
| 162       | Yukiya Arashiro    |                       |             | 65             |
| 163       | Jérôme Cousin      |                       |             | 73             |
| 164       | Antoine Duchesne   |                       |             | 138            |
| 165       | Jimmy Engoulvent   |                       |             | 133            |
| 166       | Cyril Gautier      |                       |             | 58             |
| 167       | Tony Hurel         |                       |             | 145            |
| 168       | Fabrice Jeandesboz |                       |             | 17             |
| 169       | Romain Sicard      |                       |             | 15             |

### Team Giant-Alpecin
| rugnummer | renner              | prestaties deze ronde | opmerkingen | eindklassering |
| --------- | ------------------- | --------------------- | ----------- | -------------- |
| 171       | John Degenkolb      |                       |             | 90             |
| 172       | Lawson Craddock     |                       |             | 42             |
| 173       | Koen de Kort        |                       |             | 64             |
| 174       | Tom Dumoulin        |                       |             | 6              |
| 175       | Johannes Fröhlinger |                       |             | 143            |
| 176       | Thierry Hupond      |                       |             | 142            |
| 177       | Luka Mezgec         |                       |             | 108            |
| 178       | Tom Stamsnijder     |                       |             | 155            |
| 179       | Zico Waeytens       |                       |             | 157            |

### Katjoesja
| rugnummer | renner             | prestaties deze ronde | opmerkingen              | eindklassering |
| --------- | ------------------ | --------------------- | ------------------------ | -------------- |
| 181       | Joaquim Rodríguez  |                       |                          | 2              |
| 182       | Vladimir Isajtsjev |                       | Niet gestart: 11e etappe | DNF            |
| 183       | Pavel Kotsjetkov   |                       |                          | 76             |
| 184       | Alberto Losada     |                       |                          | 31             |
| 185       | Tiago Machado      |                       |                          | 36             |
| 186       | Daniel Moreno      |                       |                          | 9              |
| 187       | Gatis Smukulis     |                       |                          | 146            |
| 188       | Ángel Vicioso      |                       |                          | 103            |
| 189       | Edoeard Vorganov   |                       |                          | 39             |

### Team LottoNL-Jumbo
| rugnummer | renner             | prestaties deze ronde | opmerkingen              | eindklassering |
| --------- | ------------------ | --------------------- | ------------------------ | -------------- |
| 191       | George Bennett     |                       |                          | 37             |
| 192       | Martijn Keizer     |                       |                          | 153            |
| 193       | Bert-Jan Lindeman  |                       |                          | 99             |
| 194       | Timo Roosen        |                       |                          | 95             |
| 195       | Mike Teunissen     |                       |                          | 104            |
| 196       | Maarten Tjallingii |                       | Opgave: 19e etappe       | DNF            |
| 197       | Tom Van Asbroeck   |                       |                          | 110            |
| 198       | Dennis van Winden  |                       |                          | 115            |
| 199       | Maarten Wynants    |                       | Niet gestart: 13e etappe | DNF            |

### Tinkoff-Saxo
| rugnummer | renner          | prestaties deze ronde | opmerkingen             | eindklassering |
| --------- | --------------- | --------------------- | ----------------------- | -------------- |
| 201       | Rafał Majka     |                       |                         | 3              |
| 202       | Daniele Bennati |                       |                         | 131            |
| 203       | Maciej Bodnar   |                       |                         | 140            |
| 204       | Pavel Broett    |                       |                         | 101            |
| 205       | Jesper Hansen   |                       |                         | 52             |
| 206       | Jay McCarthy    |                       |                         | 66             |
| 207       | Sérgio Paulinho |                       | Opgave: 11e etappe      | DNF            |
| 208       | Paweł Poljański |                       |                         | 35             |
| 209       | Peter Sagan     |                       | Niet gestart: 9e etappe | DNF            |

### Trek Factory Racing
| rugnummer | renner             | prestaties deze ronde | opmerkingen             | eindklassering |
| --------- | ------------------ | --------------------- | ----------------------- | -------------- |
| 211       | Fabian Cancellara  |                       | Opgave: 3e etappe       | DNF            |
| 212       | Markel Irizar      |                       |                         | 89             |
| 213       | Jaroslav Popovytsj |                       |                         | 132            |
| 214       | Fränk Schleck      |                       |                         | 24             |
| 215       | Jasper Stuyven     |                       | Niet gestart: 9e etappe | DNF            |
| 216       | Boy van Poppel     |                       |                         | 158            |
| 217       | Danny van Poppel   |                       |                         | 141            |
| 218       | Riccardo Zoidl     |                       |                         | 54             |
| 219       | Haimar Zubeldia    |                       |                         | 23             |

## Deelnemers per land
| Deelnemers | Land |
| ---------- | --- |
| 30         | Frankrijk |
| 27         | Spanje |
| 20         | Italië |
| 18         | België |
| 13         | Colombia |
| 12         | Nederland |
| 10         | Australië |
| 9          | Verenigde Staten |
| 6          | Portugal, Zuid-Afrika |
| 4          | Duitsland, Polen, Rusland |
| 3          | Slowakije, Verenigd Koninkrijk, Zwitserland |
| 2          | Canada, Ierland, Luxemburg, Slovenië, Wit-Rusland |
| 1          | Algerije, Argentinië, Brazilië, Costa Rica, Denemarken, Eritrea, Ethiopië, Finland, Japan, Kazachstan, Kroatië, Letland, Litouwen, Nieuw-Zeeland, Oekraïne, Oostenrijk |

1e etappe ·
2e etappe ·
3e etappe ·
4e etappe ·
5e etappe ·
6e etappe ·
7e etappe ·
8e etappe ·
9e etappe ·
10e etappe ·
11e etappe ·
12e etappe ·
13e etappe ·
14e etappe ·
15e etappe ·
16e etappe ·
17e etappe ·
18e etappe ·
19e etappe ·
20e etappe ·
21e etappe
Startlijst · Eindstanden · Afbeeldingen